# All for the Winner
Série All for the Winner
Top Bet
(1991)
Série Le Chevalier du jeu
Les Dieux du jeu 2
(1990)
Pour plus de détails, voir Fiche technique et Distribution.
All for the Winner (赌圣, Dou sing, litt. « Le Saint du jeu ») est une comédie hongkongaise réalisée par Jeffrey Lau et Corey Yuen et sortie en 1990 à Hong Kong.
Parodie du film Les Dieux du jeu (1989), elle est le plus gros succès hongkongais de l'année 1990 et a deux suites : Les Dieux du jeu 2, qui sort 4 mois plus tard, et Top Bet (1991). C'est le film qui a réellement fait connaître Stephen Chow au cinéma et c'est à partir de celui-ci qu'il fera de la comédie son genre de prédilection.

## Synopsis
Tat (Ng Man-tat), joueur et parieur, sans cesse à la recherche d'argent voit le cours de sa vie bouleversé par la venue de son neveu Sing (Stephen Chow). Un temps rebuté, Tat verra son sentiment connaître un brusque changement lorsqu'il découvrira les talents de son neveu et les opportunités qui peuvent s'offrir à eux.

## Fiche technique
- Titre : All for the Winner
- Titre original : 賭聖 (Du sheng)
- Réalisation : Jeffrey Lau et Corey Yuen
- Scénario : Jeffrey Lau, Ng See-Yuen et Corey Yuen
- Production : Jeffrey Lau, Corey Yuen et Ng See-Yuen
- Musique : Lo Koon Ting
- Photographie : Jimmy Leung
- Montage : Poon Hung
- Société de production : Seasonal Film Corporation
- Pays d'origine :  Hong Kong
- Format : Couleurs - 1,85:1 - Mono - 35 mm
- Genre : Comédie et action
- Durée : 101 minutes
- Date de sortie :
  -  Hong Kong : 18 août 1990
  -  Taïwan : 27 septembre 1990

## Distribution
- Stephen Chow : Sing dit le « Saint des Joueurs »
- Ng Man-tat : Blackie Tat
- Sharla Cheung : Yee Mong dit « Beau Rêve »
- Sandra Ng : Ping
- Paul Chun : Mr Hung dit le « Roi des Joueurs »
- Angelina Lo : Luk
- Corey Yuen : Fishy Shing
- Jeffrey Lau : Chung Chan
- Yeung Ming Wan : Billy
- Sheila Chan : Ying
- Chow Yun-fat : Caméo

## Autour du film
- All for the Winner est une parodie de la série des Dieux du jeu, avec Chow Yun-fat dans le rôle principal. Ce dernier fait d'ailleurs une petite apparition dans le film. Il s'agit également du film qui lança la carrière de Stephen Chow.

## Récompenses
- Nomination au prix du meilleur acteur (Stephen Chow) et meilleur second rôle masculin (Ng Man-Tat), lors des Hong Kong Film Awards 1991.